# Ferdinand IV. (Toskana)

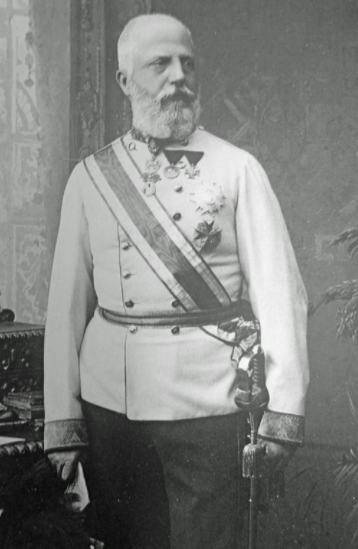
Ferdinand IV.

Ferdinand IV. Salvator (* 10. Juni 1835 in Florenz; † 17. Januar 1908 in Salzburg) war ein Erzherzog von Österreich und ab 1859 der letzte Großherzog der Toskana aus der habsburgischen Sekundogenitur der Linie Habsburg-Lothringen-Toskana. Nach der Abdankung seines Vaters in den Kämpfen um einen italienischen Nationalstaat war Ferdinand zwar nominell Großherzog geworden, konnte sein Amt aber nicht mehr ausüben, da 1860 das Großherzogtum dem Königreich Sardinien angeschlossen wurde. Er zog sich daraufhin ins Exil nach Salzburg und Lindau im Bodensee zurück.

## Leben

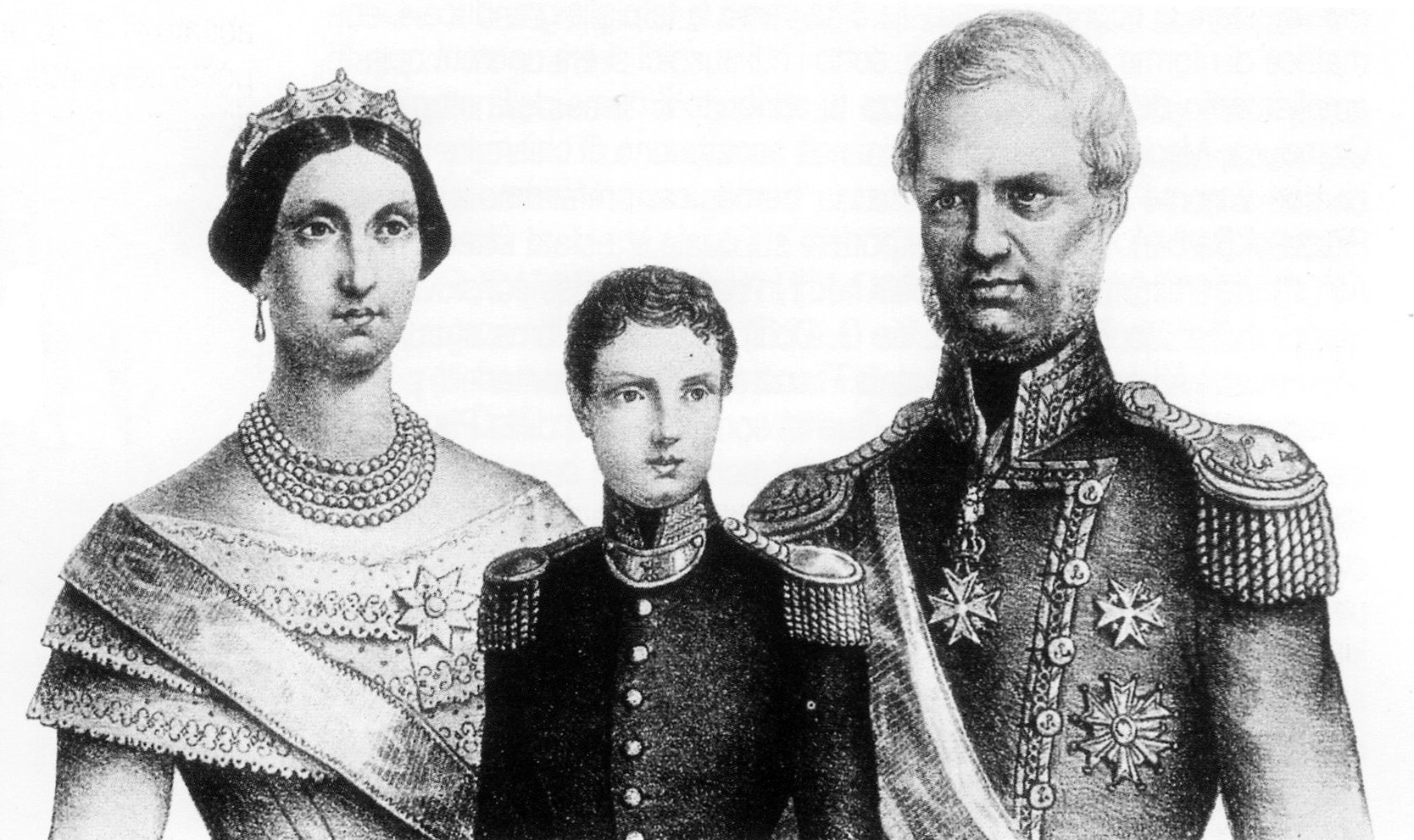
Mit Eltern um 1845

Ferdinand IV., mit vollem Namen Ferdinand Salvator Maria Joseph Johann Baptist Franz Ludwig Gonzaga Raphael Rainer Januarius, wurde als ältester Sohn des Großherzogs Leopold II. der Toskana und der Prinzessin Maria Antonia von Bourbon-Sizilien 1835 geboren. Er war ein Ur-Enkel von Kaiser Leopold II. über dessen zweiten Sohn Ferdinand III. von der Toskana. Dessen Sohn war dann Ferdinands Vater.

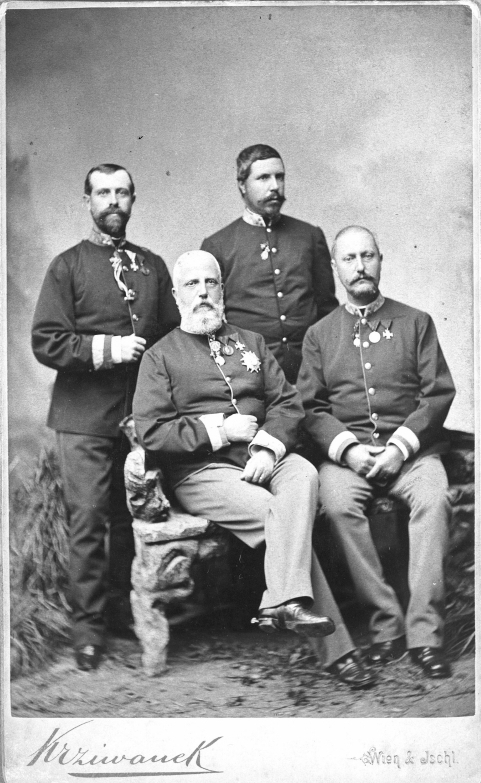
Brüder Johann Salvator, Ludwig Salvator, Ferdinand IV. und Karl Salvator von Österreich-Toskana

Ferdinand wurde nach für seine Zeit verhältnismäßig liberalen Grundsätzen erzogen. Der im Familienkreis Nando Genannte heiratete am 24. November 1856 in Dresden Prinzessin Anna Maria von Sachsen, die am 10. Januar 1858 die gemeinsame Tochter Maria Antonia (gest. 1883) zur Welt brachte. Anna Maria starb am 10. Februar 1859 bei der Geburt ihrer zweiten Tochter.
Die habsburgische Herrschaft über das Großherzogtum Toskana war Mitte des 19. Jahrhunderts durch die italienische Nationalbewegung des Risorgimento unter Druck geraten und musste in den italienischen Unabhängigkeitskriegen Position beziehen. Als sich Sardinien und Frankreich auf der Seite der Nationalbewegung für einen Waffengang gegen das Königreich beider Sizilien vorbereiteten, der zum zweiten Unabhängigkeitskrieg (Sardinischer Krieg) werden sollte, erklärte Ferdinands Vater, Leopold II., die Neutralität des Großherzogtums.
Trotz des Drängens nationaler mittelitalienischer Kräfte zog Leopold II. nicht gegen Österreich in den Krieg, auch aus Verbundenheit mit der Wiener Linie seines Hauses Habsburg, und „hatte sich … zwischen die beiden einzig möglichen Stühle gesetzt“. Daraufhin brach eine Revolution aus, in deren Folge die großherzogliche Familie nach Bologna floh und sich von da aus ins Exil nach Wien begab.
Ferdinands Vater versuchte den Thron zu retten und dankte am 21. Juli 1859 zu Gunsten seines Sohnes ab, konnte jedoch nicht verhindern, dass die Toskana im Zuge der Einigung Italiens nach dem eindeutigen Ergebnis einer Volksabstimmung 1860 an das Königreich Sardinien angeschlossen wurde. Damit endete die Herrschaft des Hauses Habsburg-Lothringen-Toskana.
Zunächst erhielt Ferdinand IV. diplomatischen Protest gegen diese Entscheidung aufrecht und beließ die bisherigen toskanischen Botschafter auf ihren Posten. Erst nach der österreichischen Niederlage im Deutschen Krieg 1866 ließ der österreichische Kaiser das Symbol der Toskana aus seinem Wappen entfernen.
Am 20. Dezember 1866 wurden Ferdinand IV. und seine Kinder wieder in den kaiserlichen Haushalt aufgenommen. Das Haus Toskana hörte auf, als bereits mit Souveränität ausgestatteter Zweig zu existieren, und ging im österreichischen Kaiserhaus auf. Ferdinand durfte seine fons honorum vita natural durante behalten, während seine Kinder nur noch kaiserliche Prinzen (Erzherzöge/Archiduchessen von Österreich) und nicht mehr Prinzen/Prinzessinnen der Toskana wurden. Das Großmagisterium des Stephansordens erlosch mit dem Tod Ferdinands IV.
Tatsächlich hatte Kaiser Franz Joseph I. nach dem Tod von Großherzog Ferdinand IV. im Jahr 1908 die Annahme des Titels eines Großherzogs oder eines Prinzen oder einer Prinzessin der Toskana verboten: Keines der nach 1866 geborenen Kinder Ferdinands IV. nahm den Titel eines Prinzen oder Großherzogs der Toskana an. Auch die erloschenen dynastischen Orden, die bereits von den Großherzögen der Toskana verliehen worden waren, konnten sie nicht ordnungsgemäß in Besitz nehmen.
1870 verzichtete Ferdinand zugunsten seines Großcousins, Kaiser Franz Joseph I., auf alle dynastischen Rechte für sich und seine zukünftigen Erben im erloschenen Großherzogtum und beendete damit den Status des Hauses Habsburg-Toskana als souveräner Nebenlinie.
Ferdinand starb 1908 in Salzburg, nachdem er den Rest seines Lebens im Exil verbracht hatte. Nach seinem Tod wurde seinen Nachkommen per kaiserlichem Erlass die Verwendung ihrer toskanischen Titel untersagt.
Die Aussage, dass die Orden nicht mehr verliehen wurden, ist korrekt; in der ersten Ausgabe des Almanach de Gotha wurde jedoch einigen Nachkommen fälschlicherweise der Titel des Großmeisters des St.-Stephans-Ordens der Toskana und des St.-Josephs-Ordens der Toskana zugeschrieben und in Klammern gesetzt, um anzuzeigen, dass sie keinen Anspruch darauf hatten. Andere Publikationen, die zur gleichen Zeit wie der Almanach de Gotha veröffentlicht wurden, insbesondere das Gothaisches Genealogisches Handbuch der Freiherrlichen Häuser, das später zum Genealogisches Handbuch der Fürstlichen Häuser wurde, machten diesen Fehler nie und ließen diese unbegründeten Behauptungen korrekt ganz weg.
Ab 1868 lebte Ferdinand IV. abwechselnd im Sommer in der Villa Toskana in Lindau und im Winter in einem Trakt der Salzburger Residenz, den ihm Kaiser Franz Joseph I. überlassen hatte und der seitdem Toskanatrakt genannt wird. Er war in zweiter Ehe seit 1868 mit Prinzessin Alicia von Bourbon-Parma verheiratet, der Tochter des verstorbenen Herzogs Karl III. von Parma. Großherzog Ferdinand war auch ein großer Hobbyfotograf und Schirmherr des Amateur-Photographen-Clubs in Salzburg. Großherzog Ferdinand IV. ist in der „Toskana-Gruft“ der Kapuzinergruft in Wien bestattet. Seine Witwe lebte bis 1918 in Salzburg und übersiedelte dann nach Schwertberg.
Mit seiner Abdankung im Sommer 1870 verzichtete Ferdinand IV. auf die Herrschaft über das Großherzogtum Toskana zugunsten von Kaiser Franz Joseph I. von Österreich – auch um offene Vermögensfragen zu regeln.

## Nachkommen
Erste Ehe: Ferdinand IV. heiratete 1856 Prinzessin Anna von Sachsen (1836–1859), Tochter von König Johann I. von Sachsen und Prinzessin Amalie Auguste von Bayern.
- Maria Antonia (1858–1883) (lungenkrank), Äbtissin des Theresianischen Damenstiftes in Prag
- Tochter (*/† 1859)

Zweite Ehe: Ferdinand IV. heiratete Prinzessin Alicia von Bourbon-Parma, Tochter des Herzogs Karl III. von Parma und der Prinzessin Louise Marie Therese von Frankreich.
- Leopold Ferdinand (1868–1935)

⚭ 1903–1907 (1907 geschieden) Wilhelmine Adamovicz (1877–1908)
⚭ 1907–1916 (1916 geschieden) Maria Magdalena Ritter (1876–1924)
⚭ 1933 Klara Hedwig Pawlowski, geborene Groeger (1894–1978)
- Luise (1870–1947)

⚭ 1891 (1903 geschieden) König Friedrich August III. von Sachsen
⚭ 1907 (1912 geschieden) Enrico Toselli
- Joseph Ferdinand (1872–1942), Generaloberst

⚭ 1921–1928 Rosa Kandie Kaltenbrunner (1878–1928)
⚭ 1929 Gertrude Tomanek von Beyerfels-Mondsee (1902–1997)
- Peter Ferdinand (1874–1948), General der k. u. k. Doppelmonarchie

⚭ 1900 Maria Christina von Bourbon-Sizilien (1877–1947)
- Heinrich Ferdinand (1878–1969), Offizier, Maler und Fotograf

⚭ 1919 Maria Karoline Ludescher (1883–1981)
- Anna (1879–1961)

⚭ 1901 Fürst Johannes zu Hohenlohe-Bartenstein und Jagstberg (1863–1921)
- Margareta (1881–1965)
- Germana (1884–1955)
- Robert Ferdinand (1885–1895)
- Agnes Maria Theresa (1891–1945)[14]